# 후버포닉
후버포닉(Hooverphonic)은 1995년 10월에 결성된 벨기에의 전자 음악 밴드이다. 원래는 트립합 그룹으로 분류되었지만, 빠르게 사운드를 확장하여 더 이상 단일 장르에 속한다고 설명할 수 없게 되었고, 대신 얼터너티브, 일렉트로니카, 일렉트로팝, 록 및 다른 장르의 혼합을 아우르게 되었다. 이 밴드는 원래 후버라는 이름이었지만, 이미 후버라는 이름을 사용하는 다른 밴드들과의 혼동, 그리고 진공청소기 회사와의 저작권 문제 가능성을 피하기 위해 나중에 후버포닉으로 이름이 변경되었다.
결성 이후, 후버포닉의 라인업은 베이시스트 알렉스 칼리에, 기타리스트 레이먼드 헤이르츠, 그리고 여러 리드 보컬리스트로 구성되었다. 주요 보컬리스트로는 리에셰 사도니우스 (1996–1997), 헤이케 아르나에르트 (1997–2008, 2020–현재), 노에미 볼프스 (2010–2015), 루카 크루이스베르흐스 (2018–2020) 등이 있었다.
이 밴드는 유로비전 송 콘테스트 2020에서 그들의 노래 "릴리스 미"로 로테르담에서 벨기에를 대표할 예정이었다. 그러나 2020년 3월 18일, 코로나19 범유행으로 인해 행사가 취소되었다. 그들은 대신 유로비전 송 콘테스트 2021에서 "The Wrong Place"라는 곡으로 벨기에를 대표했다.

## 역사

### A New Stereophonic Sound Spectacular
그룹의 원년 멤버는 보컬리스트 에스더 리베르트, 키보디스트 프랭크 뒤셰네, 베이시스트 알렉스 칼리에, 기타리스트 레이먼드 헤이르츠였다. 리베르트는 그룹과 함께 여러 데모를 녹음했지만, 소니 뮤직과 계약을 맺기로 한 날 밴드에서 탈퇴했다. 밴드는 그 후 리에셰 사도니우스를 영입하여 앨범을 녹음했다. 사도니우스는 A New Stereophonic Sound Spectacular 발매 직후 원만한 합의로 후버포닉을 떠났다. 동료 벨기에 트립합 밴드 루나스케이프의 보컬리스트 교코 바르트순이 1997년 유럽 투어에서 사도니우스를 대신하여 3개월간 활동했고, 그해 말 헤이케 아르나에르트가 영구 보컬리스트가 되었다.
이 밴드는 1996년 베르나르도 베르톨루치의 영화 스틸링 뷰티 사운드트랙에 스테레오포닉 트랙 "2Wicky"가 수록되면서 국제적인 인정을 받았다. "2Wicky"는 또한 나는 네가 지난 여름에 한 일을 알고 있다와 하이츠의 사운드트랙에도 등장했다. 이 트랙의 주요 리프는 아이작 헤이스의 1960년대 히트곡 "워크 온 바이" 녹음에서 샘플링되었다.
스테레오포닉에 참여한 추가 세션 음악가로는 1997년부터 1998년까지 후버포닉의 세션 드러머였던 에릭 보스틸스(2005년까지 마리오 구센스로 교체)와 1998년부터 2005년까지 그룹의 키보드 연주자로 활동했던 데이비드 폴트로크가 있다. 1998년, 후버포닉은 디페쉬 모드 헌정 앨범인 For the Masses에 "Shake the Disease"의 커버곡으로 참여하기도 했다.

### Blue Wonder Power Milk
매시브 어택, 모치바, 아폴로 440 등과 함께 광범위한 유럽 투어를 진행하고 1997년 미국에서 피오나 애플의 오프닝 공연을 마친 후, 밴드는 18세의 아르나에르트가 보컬로 참여한 Blue Wonder Power Milk를 1998년에 발매했다. 데뷔작과는 확연히 다른 이 앨범은 브레이크비트와 샘플보다는 유기적인 현악 요소와 전통적인 곡 구조에 더 중점을 두었다.
싱글 "Club Montepulciano"는 벨기에에서는 히트를 쳤고 미국 대학가에서는 소소한 히트곡이 되었으며, "Renaissance Affair"는 새로운 폭스바겐 베이퍼 비틀의 북미 광고 캠페인에 사용되었다. "This Strange Effect"와 "에덴"은 모두 미국 휴대폰 광고에 사용되었는데, "This Strange Effect"는 모토로라 SLVR에, 2006년에는 "에덴"이 Cingular 8525에 사용되었다. "에덴"은 1998년 슬래셔 영화 나는 아직도 네가 지난 여름에 한 일을 알고 있다에도 사용되었다. 발매 당시 두 곡 모두 니키타 시즌 3의 두 개의 다른 에피소드에 사용되었다. 얼마 후, 사라 브라이트만은 1998년 앨범 에덴에서 "에덴"을 커버했다. 칸노 요코는 공각기동대: 스탠드 얼론 콤플렉스 O.S.T. 2에서 오프닝 트랙 "Battersea"를 "Cyberbird"에서 샘플링했다.
이 시점에서 프랭크 뒤셰네는 밴드를 그만두기로 결정했다. "자신의 밴드 후버포닉으로 소니 뮤직에서 두 개의 성공적인 앨범을 만들고, 피오나 애플, 몰로코 & 매시브 어택의 서포트 투어를 광범위하게 한 후, 그는 이 프로젝트에 불만을 품고 1998년 말에 떠나기로 결정했다."

### 2000년대 초반: The Magnificent Tree
밴드는 2000년 The Magnificent Tree로 블루 원더 파워 밀크의 뒤를 이었다. 이 앨범은 밀크의 사운드를 더 따뜻하고 접근하기 쉬운 사운드로 확장했다. 앨범의 하이라이트는 현악기가 풍부한 "Out of Sight", "매드 어바웃 유", 그리고 타이틀곡이다.
같은 해, 후버포닉은 벨기에 브뤼셀에서 열린 2000 유럽 축구 선수권 대회 개막식을 위해 특별히 곡을 써달라는 요청을 받았다. 그 결과는 "Visions"라는 12분 길이의 트랙이었다. 후버포닉의 개막식 공연은 10억 명 이상의 사람들이 듣거나 보았다.
Tree의 성공에 힘입어, 밴드는 2001년 벨기에 록 워히터 음악 축제에서 헤드라이너를 맡은 최초의 벨기에 밴드가 되었다.

### 2002: Hooverphonic Presents Jackie Cane
2002년에는 그룹이 다시 방향을 전환하여 이번에는 콘셉트 음반 Hooverphonic Presents Jackie Cane를 발매했다. 이 앨범은 가상의 타이틀 캐릭터인 재키 케인의 이야기를 담고 있는데, 그녀는 명성 때문에 쌍둥이 자매와의 관계를 희생하며 스타덤에 올랐다. 명성의 압박으로 정신착란에 이른 재키는 연예계를 떠나 화해를 시도하기 위해 집으로 돌아오고, 그곳에서 그녀의 자매가 독이 든 마지막 만찬으로 둘 다 죽인다.
재키 케인은 후버포닉의 이전 작품들, 특히 "Nirvana Blue"와 "Human Interest" (여기에는 핑크 플로이드의 "에코스"에 대한 언급이 포함되어 있다)에서 몽환적인 요소를 유지하지만, 첫 번째 싱글인 "더 월드 이즈 마인"과 "Day After Day"와 같은 트랙들은 뚜렷한 브로드웨이의 영향을 받고 있다. 이 앨범은 벨기에에서 플래티넘을 달성했고 2002년에 그룹은 ZAMU의 최우수 팝/록 밴드 및 최우수 앨범 상을 수상했다.

### 2003: Sit Down and Listen to Hooverphonic
2003년, 밴드는 스튜디오에서 오케스트라와 함께 라이브로 연주한 앨범 Sit Down and Listen to Hooverphonic을 발매했다. 이 앨범에는 밴드의 기존 곡들과 새로운 곡인 "Antarctica", "The Last Thing I Need Is You", 그리고 리 헤이즐우드의 "My Autumn’s Done Come" 커버곡이 수록되어 있다. 밴드는 2003년 9월부터 100개가 넘는 콘서트 홀에서 공연하며 광범위한 유럽 투어를 시작했다.

### 2005: No More Sweet Music
밴드의 다섯 번째 스튜디오 앨범인 더블 CD No More Sweet Music/More Sweet Music는 2005년 12월에 발매되었다. 두 CD 모두 같은 11개의 트랙을 포함하지만, 모두 다른 버전이다.

### 2006: Singles '96–'06
2006년, 밴드는 소니/BMG를 떠났는데, 이는 'No More Sweet Music'에 대한 레이블 지원 부족을 불평한 것이었다. 소니/BMG와의 관계를 끝내기 위해 베스트 음반 (Singles '96–'06)이 발매되었다. 밴드는 레이블 없이 활동을 이어갔다.

### 2007–2008: The President of the LSD Golf Club

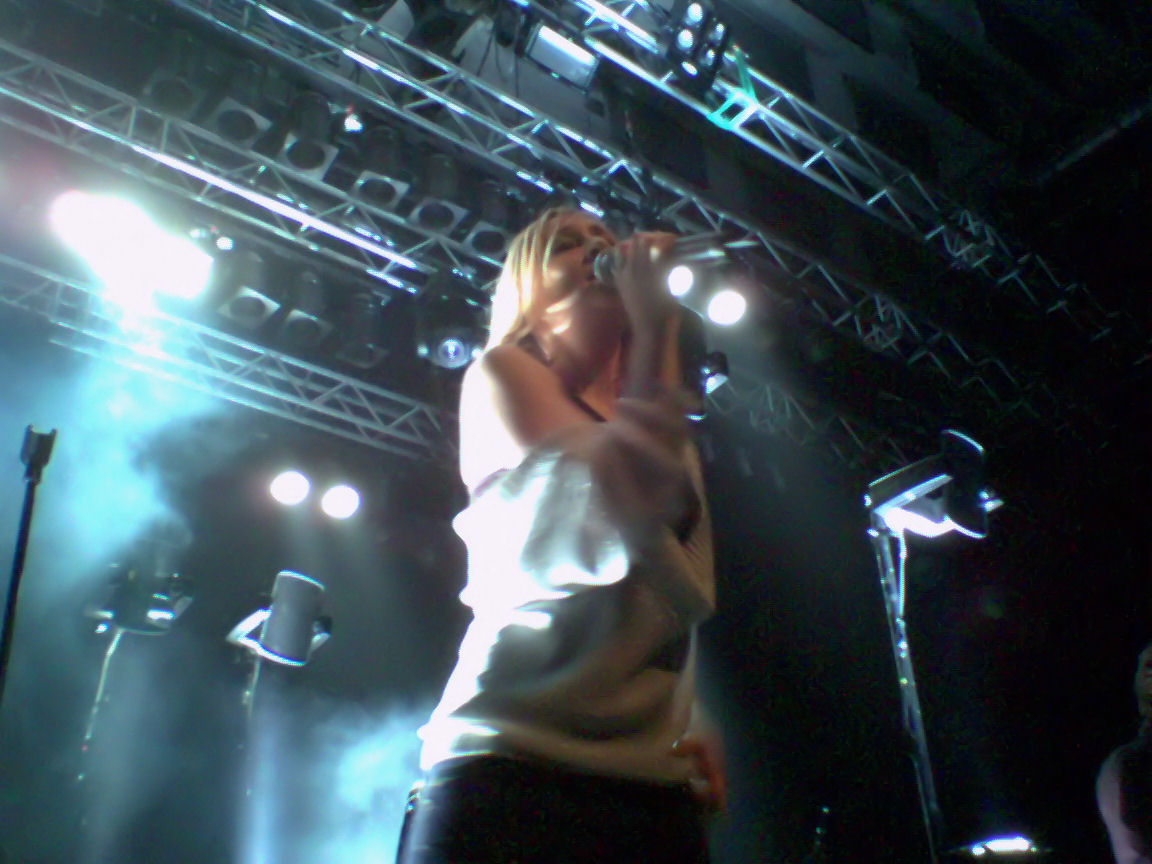
2008년 1월 24일 에인트호번의 에프나르에서 공연하는 후버포닉의 헤이케 아르나에르트.

스페인 TV 프로그램 Nosolomusica와의 인터뷰에서 알렉스 칼리에는 밴드의 향후 음악이 더 사이키델릭한 방향으로 갈 것이라는 힌트를 주었다. 2007년 10월 모스크바 공연에서 밴드는 새 앨범의 첫 싱글 "익스페디션 임파서블"을 공개했다.
The President of the LSD Golf Club은 2007년 10월 벨기에와 네덜란드에서 발매되었다. 이 앨범은 2008년 3월에 유럽 전역에 발매되었다. 앨범 발매 후, 헤이케 아르나에르트는 2008년 10월 10일 솔로 경력을 추구하기 위해 밴드를 떠날 것이며 몇 달 동안 솔로 작업을 해왔다고 발표했다. 헤이케와 함께한 후버포닉의 마지막 콘서트는 2008년 12월 13일 예카테린부르크, 러시아의 텔레-클럽에서 열렸다. 이 공연은 현지 MTV 방송국에서 촬영하여 2009년 러시아 TV에 방영되었다.

### 2010년대: The Night Before, With Orchestra, Reflection, In Wonderland
2010년 11월 4일, VRT의 De Laatste Show에서 새로운 리드 보컬리스트 노에미 볼프스가 발표되었다.
2010년 10월 29일, 후버포닉은 웹사이트를 통해 새 싱글을 발표했다. 뮤직비디오에는 14명의 가능한 가수들이 등장했지만, 볼프스만이 헤이케 아르나에르트의 진정한 후계자로 밝혀졌다. 싱글 "The Night Before"는 새 보컬리스트를 소개했으며, 11월 26일에는 정규 앨범 The Night Before가 발매되었다. 이 앨범은 발매 직후 벨기에에서 플래티넘을 기록했다.
2011년 11월 9일, 그들은 첫 앨범 A New Stereophonic Sound Spectacular의 재발매를 발표했다.
이후 몇 년 동안 볼프스를 메인 보컬로 하는 세 장의 앨범이 더 발매되었다: 2012년 오케스트라 앨범 With Orchestra와 라이브 앨범 With Orchestra Live, 그리고 2013년 스튜디오 앨범 Reflection이다. With Orchestra Live는 안트베르펜의 코닝인 엘리자베스살에서 라이브로 연주된 후버포닉 전체 경력의 곡들을 오케스트라 버전으로 담고 있다. 이 공연은 DVD로도 발매되었다. 2016년, 콘서트의 모든 곡은 고화질로 밴드의 공식 유튜브 채널에 업로드되었다. 1억 회 이상의 조회수를 기록한 "Mad About You" 공연은 후버포닉의 가장 많이 시청된 비디오이다.

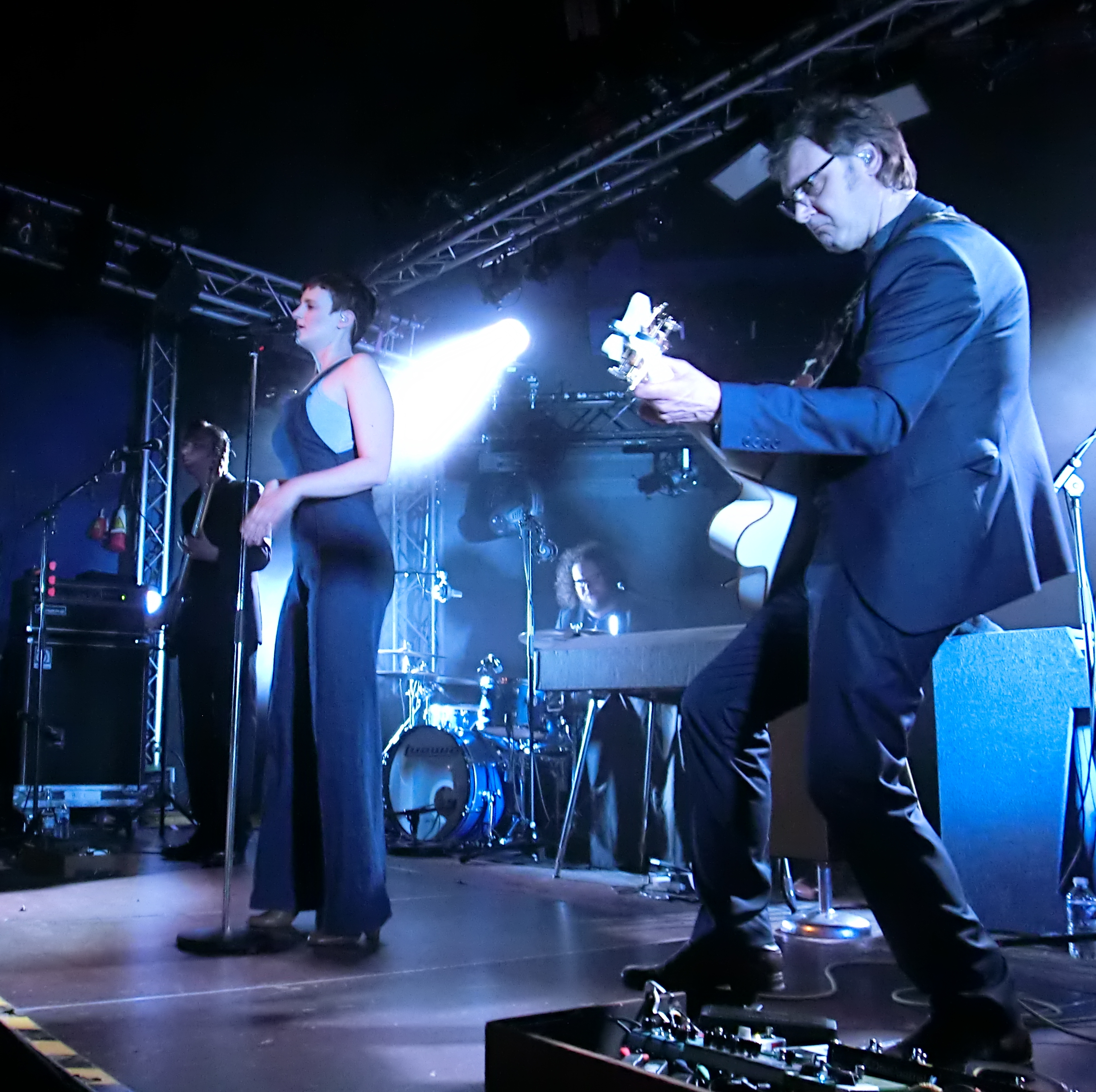
2014년 후버포닉

2015년 3월 26일, 후버포닉은 볼프스가 "상호 합의"하에 밴드를 떠날 것이라고 발표했다. 밴드의 아홉 번째 스튜디오 앨범인 In Wonderland (2016)에는 재니 프라이스, 에밀리 새트, 리트로 틴즈, 크리스타 제롬, 티제르드 봄호프, 그리고 펠릭스 하워드가 보컬로 참여했다. 데뷔 이후 밴드의 공식 하우스 일러스트레이터이자 디자이너였던 디자인 에이전시 파워 앤 글로리의 안톤 마린은 후버포닉의 히트 싱글 Badaboum의 가사를 기반으로 한 특별 만화책을 발매했다.

### 2020년대: Looking For Stars, 유로비전 송 콘테스트, 헤이케 아르나에르트의 복귀
2018년 4월, 후버포닉은 새로운 보컬리스트 루카 크루이스베르흐스를 소개했다. 크루이스베르흐스는 싱글 "Romantic"으로 예고된 밴드의 열 번째 스튜디오 앨범 Looking For Stars에 보컬로 참여했다.
후버포닉은 유로비전 송 콘테스트 2020에서 로테르담에서 벨기에를 대표하여 노래 "릴리스 미"를 부를 예정이었다. 그러나 유럽의 코로나19 범유행으로 인해 행사는 취소되었다. 후버포닉은 2020년 유로비전 참가자 중 유일하게 "Love Shine a Light" 공연에 참여를 거부했다. 비록 공연 마지막에 다른 참가자들이 손 하트를 만드는 모습에 크루이스베르흐스의 사진이 포함되긴 했지만 말이다.
2020년 11월 9일, 크루이스베르흐스는 헤이케 아르나에르트의 복귀를 위해 밴드에서 해고되었다. 같은 날, 그들은 "Mad About You"의 20주년을 기념하여 새로운 버전을 발매했다.
그들은 "The Wrong Place"라는 곡으로 유로비전 송 콘테스트 2021에 참가했다. 그들은 74점으로 19위를 차지하며 대회를 마쳤다.
2021년 5월, 밴드는 전체적으로 11번째 스튜디오 앨범이자 아르나에르트가 보컬로 참여한 6번째 앨범인 Hidden Stories를 발매했다. 이 앨범에는 싱글 The Wrong Place, Thinking About You, Lift Me Up, Belgium In The Rain이 수록되었다. The Wrong Place와 마찬가지로 이 앨범은 차트 1위에 올랐다.
2024년 3월 21일, 후버포닉은 Fake Is The New Dope 앨범을 발매했으며, 그 전에 싱글 Don't Think (2023), Por Favor (2023), Then I Found You (2023), 타이틀곡 (2024), The Best Day Of Our Life (2024)가 선행 발매되었다. 벨기에 신문 De Standaard는 "후버포닉이 내성적인 새 앨범으로 놀라움을 선사한다"는 제목으로 보도했다. 이 앨범은 앨범 차트 4위에 올랐다. 이 앨범은 엔터테인먼트 웹사이트 Culture Fix에서 2024년 최고의 앨범 중 하나로 선정되었으며, "수수께끼 같은 팝 훅과 더 몽환적인 실험적인 사운드를 능숙하게 혼합한다"고 강조했다.

## 밴드 멤버
| 현재 멤버 - 알렉스 칼리에 — 베이스 기타, 키보드, 프로그래밍 (1995–현재) - 레이먼드 헤이르츠 — 리드 기타 (1995–현재) - 헤이케 아르나에르트 — 리드 보컬 (1997–2008; 2020–현재) | 이전 멤버 - 에스더 리베르트 — 리드 보컬 (1995–1996) - 프랭크 뒤셰네 — 키보드 (1995–1998) - 리에셰 사도니우스 — 리드 보컬 (1996–1997) - 교코 바르트순 — 리드 보컬 (1997) - 노에미 볼프스 — 리드 보컬 (2010–2015) - 루카 크루이스베르흐스 — 리드 보컬 (2018–2020) |

## 음반 목록
- A New Stereophonic Sound Spectacular (1996)
- Blue Wonder Power Milk (1998)
- The Magnificent Tree (2000)
- Hooverphonic Presents Jackie Cane (2002)
- No More Sweet Music/More Sweet Music (2005)
- The President of the LSD Golf Club (2007)
- The Night Before (2010)
- Reflection (2013)
- In Wonderland (2016)
- Looking for Stars (2018)
- Hidden Stories (2021)
- Fake Is the New Dope (2024)

## TV 및 영화 음악 사용

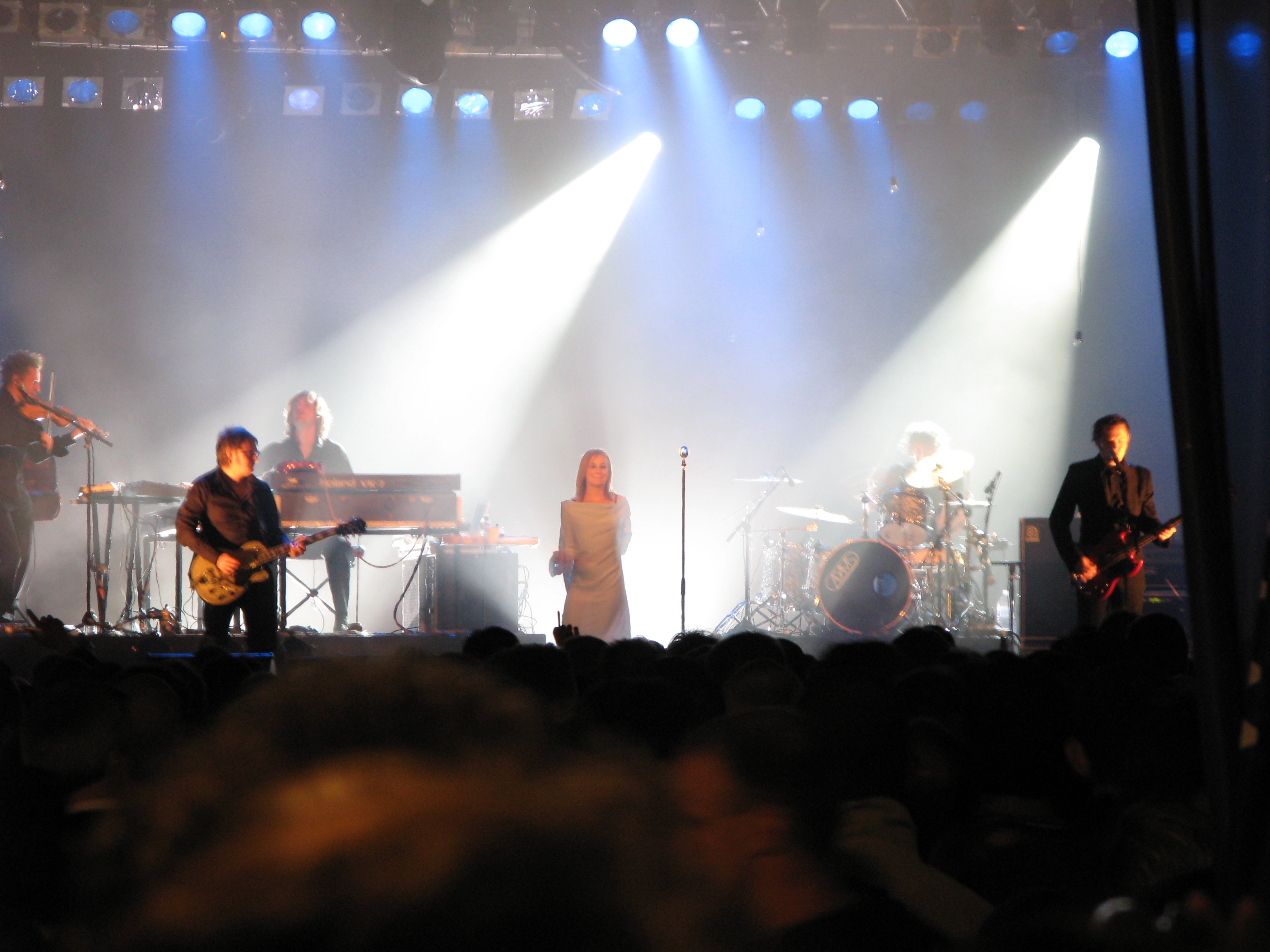
2007년 브뤼셀 그랑플라스의 아이리스 축제

후버포닉의 음악은 여러 광고 및 다른 TV 시리즈에도 사용되었다:
- "2Wicky"는 나는 네가 지난 여름에 한 일을 알고 있다, Permanent Midnight, 디 인터뷰, 베르나르도 베르톨루치의 스틸링 뷰티를 포함한 수많은 영화에 등장했으며, 앙투라지 에피소드에도 사용되었다. "2Wicky"와 "Inhaler"는 또한 CSI: 과학수사대 에피소드에도 사용되었고, 시리즈 사운드트랙에도 수록되어 있다.
- "Eden"은 영화 나는 아직도 네가 지난 여름에 한 일을 알고 있다의 사운드트랙과 시리즈 니키타 시즌 3의 10화에 수록되어 있다.
- "Renaissance Affair"와 "This Strange Effect"는 벨기에 영화 쉐이즈에 사용되었으며, 영화를 위해 작곡된 테마곡 "Shades"도 마찬가지였다. 알렉스 칼리에는 이 영화의 작곡가로 활동했다. "Renaissance Affair"는 또한 2000년경 미국에서 폭스바겐 뉴 비틀 TV 광고에 사용되었다. "This Strange Effect"는 니키타의 20번째 에피소드에도 사용되었다.
- "Battersea"는 1999년 NBC TV 시리즈 서드 워치의 파일럿 프로그램과 2005년 이 쇼의 마지막 에피소드 ("굿바이 투 카멜롯") 끝 부분에 사용되었다.
- "Mad About You"는 CBS TV 시리즈 콜드 케이스 시즌 3의 "Sanctuary" 에피소드에 사용되었다. 이 곡은 또한 송년회 장면에서 영화 A Lot Like Love에도, 2002년 영화 New Best Friend에도, 드리븐에도 사용되었다. 넷플릭스는 이 곡을 엄브렐러 아카데미 시즌 1, 8화 "I Heard a Rumor"에도 사용했다. 이 곡은 또한 드래그 레이스 벨기에 시즌 2에서 립싱크 곡으로 사용되었다.
- "The World is Mine"은 가상의 영국 항공사 "Fresh!"의 승무원들의 삶을 다룬 영국 TV 시리즈 Mile High (2003–2005)의 테마곡으로 사용되었다.